# Invizimals: Le tribù scomparse
Invizimals: Le tribù scomparse (Invizimals: The Lost Tribes) è un videogioco d'azione per PlayStation Portable a realtà aumentata sviluppato da Novarama e pubblicato dalla Sony Computer Entertainment il 4 novembre 2011 in Europa. È il sequel del videogioco del 2010 Invizimals: Le creature ombra.

## Trama
È passato molto tempo da quando Kenichi Nakamura è andato nel mondo degli Invizimals attraversando il Portale d'Ombra dopo aver sconfitto il suo acerrimo nemico Sebastian Campbell. Il dottor Bob Dawson, testimone della partenza di Keni, ha quasi perso il senno per ciò, e ora vive da solo su un'isola al largo della Scozia; Jazmin Nayar, invece, è diventata un'archeologa; l'unica che cerca ancora di ritrovare Keni è la professoressa Alex Michaels; il giocatore, invece, continua a dare la caccia agli Invizimals. 
Mentre si trova nel Madagascar qualcuno bussa alla porta del suo appartamento, ma una volta aperta trova solo un pacco. Aprendolo scopre che si tratta del diario di Keni: ciò fa supporre che sia tornato. Proprio in quel momento la professoressa Alex lo contatta dalla Base Amundsen-Scott, in Antartide. Questa spiega al giocatore che Keni potrebbe essere stato in Antartide, dato che crede di aver visto degli Invizimals (cosa normalmente non vera dato che in Antartide la temperatura è di -88 °C sotto zero); il giocatore, infatti, riesce a catturare quattro Invizimals antartici: Freezefur, Frostee, Erebus, e il gigante dei ghiacci Snowcaster. 
Proprio in quel momento il giocatore viene contattato da Jazmin ad Atene, in Grecia. Diventata archeologa ha lasciato momentaneamente la caccia agli Invizimals, tuttavia (come si era scoperto in Invizimals: Le creature ombra) gli Invizimals sono le creature mitologiche nelle varie parti del mondo, e la Grecia non fa eccezione: infatti il giocatore ne riesce a catturare tre: Minotaur, Cerberus e Cyclops. Durante la caccia scopre anche un mosaico che si trova in una tomba greca; arrivati lì lui e Jazmin rimangono stupefatti: il mosaico alla parete raffigura due Invizimals che salutano un uomo davanti a un Portale d'Ombra: quell'uomo è nient'altri se non Keni. A questo punto entrambi confermano che Keni sia andato in varie parti del mondo per fare qualcosa; prima di andarsene, però, il giocatore riesce a catturare nella tomba l'Invizimal Gorgon. 
Usciti fuori vengono contattati dalla professoressa Alex, ai quali spiega che a questo punto devono andare nell'appartamento di Keni a Kyoto, in Giappone. Lì trovano anche un uomo, che si rivela essere Scott Dawson, il figlio del professor Dawson: anche lui, come il padre, è rimasto affascinato dagli Invizimals, e quando il dottore ha voluto restare da solo per un po' Scott ha deciso di indagare sulla scomparsa di Keni; aveva già trovato diversi appunti sul Portale d'Ombra, ogni Invizimals trovato nelle precedenti avventure, altri Invizimals mai visti prima, e soprattutto come farli combattere in squadra. Intanto Jazmin e il giocatore catturano tre Invizimals di Kyoto: Neko-Suke, Tanuki e Usako; Alex e Scott, invece, scoprono che per far funzionare il Portale d'Ombra servirebbe una pianta Invizimals chiamata Audrey, ma ciò non è possibile dato che gli Invizimals sono "invisibili animali". 
Tuttavia la professoressa è decisa più che mai a ritrovare Keni, e arriva così in Thailandia (dove si trova la pianta) e scopre che Audrey, in realtà, è una pianta carnivora, quindi metà animale e metà pianta. Intanto, nell'appartamento di Keni, Jazmin e Scott scoprono nella cantina un'enorme porta, sorvegliata da un Invizimal robotico: Kabuto-robo. Una volta sconfitto il guardiano aprono la porta e scoprono che è l'entrata di una caverna, dentro la quale c'è un Portale d'Ombra. Jazmin e Scott non hanno il tempo di meravigliarsi che per loro i guai non sono finiti: a guardia del Portale, oltre a Kabuto-robo, c'erano degli Invizimals delle caverne: Fossilizaur, Hermit, Shellshocked e il loro capo Bonesnapper. Sconfitti tutti quanti gli ultimi guardiani arriva Alex con Audrey e riescono ad attivare il portale; dei quattro, però, solo il giocatore si offre volontario e così attraversa il portale. 
Sfortunatamente il giocatore vede dall'altra parte il portale chiudersi e al suo posto compare Sebastian Campbell in persona. Il folle uomo lo informa che li aveva osservati (dato che come Keni riesce ad utilizzare il Portale d'Ombra per spostarsi sulla Terra) e che al momento giusto lo ha imprigionato nell'Onda, una dimensione parallela, divenuta il suo regno; inoltre Campbell gli rivela di aver imparato come creare gli Invizimals Oscuri: come dimostrazione di ciò che ha detto evoca Dark Metalmutt e Dark Jetcrab accanto a lui. A questo punto rivela il suo piano: creare un'armata di Invizimals Oscuri per conquistare il mondo degli Invizimals e successivamente la Terra; pertanto decide di usare il giocatore per allenare i suoi Invizimals Oscuri, che sono Dark Metalmutt, Dark Jetcrab, Dark Xiong Mao e Dark Sandflame. Imprigionato in una gabbia sembra che il giocatore dovrà servire Campbell, ma gli arriva subito un messaggio sulla sua PSP: è Keni, e vuole aiutarlo ad uscire. 
Finalmente libero il giocatore arriva in un tempio sulle montagne a Bhutan, dove rivede dopo tanto tempo Keni, in compagnia di un piccolo Tigershark. Keni spiega al giocatore che gli Invizimals erano dei Dinosauri che, quando una cometa precipitò sulla Terra, causandone l'estinzione, trovarono rifugio in un punto specifico, assorbendo l'energia del corpo celeste, diventando invisibili ed evolvendosi in nuove creature. Mostratisi per primi a Keni lo fecero diventare il loro prescelto per custodire i loro segreti, non potendoli rivelare neanche ai suoi amici. Keni, inoltre, ha deciso di fermare Campbell e lo ha inseguito per la Terra, attraverso lo spazio e il tempo, ma sembra che Campbell non vuole fermarsi, e ora che sa di poter creare gli Invizimals Oscuri è deciso più che mai a dominare la Terra e il mondo degli Invizimals. Per poterlo contrastare Keni suggerisce al giocatore di imparare il rituale della trasformazione, in modo che possa trasformare alla perfezione un Invizimal in un Invizimal Oscuro (che non sono malvagi, ma appartengono a tribù diverse) che lo aiuterà a contrastare Campbell. Cominciano trasformando un Jetcrab in un Dark Jetcrab, poi un Flameclaw in un Dark Flameclaw, un Metalmutt in un Dark Metalmutt e uno Xiong Mao in un Dark Xiong Mao. A questo punto il giocatore dovrà catturare un Tigershark e trasformarlo nel più forte combattente, ovvero Dark Tigershark. Finalmente Keni e il giocatore sono pronti ad affrontare Campbell un'altra volta. Proprio in quel momento Campbell penetra nel tempio, rivelando che li aveva seguiti, e sguinzaglia la sua armata di Invizimals Oscuri che sono: Dark Rattleraptor, Dark Xiong Mao, Dark Bratbat, Dark Uberjackel e Dark Xue Hu. Campbell, con i suoi poteri, atterra Keni, e in quel momento il giocatore si fa avanti con Tigershark e Dark Tigershark fronteggiando l'armata di Invizimals Oscuri, e nonostante l'inferiorità numerica i due Tigershark riescono a sgominare gli Invizimals Oscuri e a sconfiggere di nuovo Campbell. Finalmente Keni può riunirsi con Jazmin, Alex e Scott. Nel finale due scienziati cercano un modo per migliorare la PSP in modo da far interagire di più il rapporto tra gli umani e gli Invizimals.

## Sviluppo
Il titolo è impostato per caratterizzare 150 creature da raccogliere, con 70 nuove di zecca, e 80 Invizimals provenienti dalla vecchia serie. Le tribù scomparse inoltre contiene anche una nuova campagna con le lotte 2 contro 2 in modalità Tag. Inoltre sarà possibile usare il cosiddetto "rituale della trasformazione" per trasformare alcuni Invizimals dei precedenti episodi negli Invizimals Oscuri.

## Personaggi
Kenichi (Keni) Nakamura
Keni è colui che ha scoperto gli Invizimals, e grazie a loro è riuscito a comprendere il loro linguaggio, la loro cultura e la loro storia divenendo così il guardiano dei loro segreti e del Portale d'Ombra. Il suo Invizimal è Tigershark.
Jazmin Nayar
Jazmin, dopo la partenza di Keni, ha lasciato (temporaneamente) la caccia agli Invizimals, ed è divenuta un'archeologa. La sua PSP è rosa.
Alex Michaels
La professoressa Alex Michaels è sia una studiosa di mitologia sia un'esperta cacciatrice di Invizimals. La sua più grande sfida sarà, però, quella di trovare la pianta Invizimal Audrey per far funzionare il Portale d'Ombra.
Scott Dawson
Scott è il figlio del professor Dawson (che prende il posto del padre dopo che questi è in un periodo di riposo) e come il padre è un perfetto conoscitore degli Invizimals. Tratta Jazmin in modo cordiale e amichevole mentre con la professoressa sembra essere in competizione per chi è più intelligente; detesta, inoltre, che Alex lo chiami "Scotty" che, a detta sua, sembra il nome di un cane.
Sebastian Campbell
Campbell, l'acerrimo nemico di Keni, nonostante sia stato sconfitto due volte, è ritornato con l'intenzione di conquistare il mondo degli Invizimals e la Terra. Usando i poteri dell'Onda, una dimensione parallela, ha sviluppato forti poteri telecinetici e di comando. Inoltre, è riuscito a capire come funziona il rituale della trasformazione, creando così un'armata personale di Invizimals Oscuri.

## Guest star
Come in Invizimals: Le creature ombra anche in Le tribù scomparse è presente una guest star: usando il rituale della trasformazione su un Sandflame lo si farà diventare Dark Sandflame; una volta sbloccato il rango Guardiano dell'Onda si riceverà un'altra pagina dal Diario di Keni che permetterà di usare il rituale della trasformazione su Dark Sandflame: l'Invizimal diventerà Daxter, il co-protagonista della serie di videogiochi Jak and Daxter; l'attributo che avrà è Giungla.